# Actuariële en Bedrijfstechnische Nota
De Actuariële en Bedrijfstechnische Nota (ABTN) is een door de wet voorgeschreven document, dat voortvloeit uit artikel 145 van de Nederlandse Pensioenwet ofwel artikel 140 van de Wet verplichte beroepspensioenregeling. In dit document moet door het pensioenfonds uitvoering worden gegeven aan de artikelen 25,126 tot en met 137 en 143 van wet, en de financiële opzet van het fonds en de grondslagen waarop het berust gemotiveerd worden omschreven. Tegelijk moet het de beleggingsbeginselen en daarmee de risicohouding nader omschrijven. De risicohouding wordt geconcretiseerd door de vaststelling van risicogrenzen middels het Vereist Eigen Vermogen en de grenzen van de haalbaarheidstoets.Dit stuk moet elke drie jaar, of eerder na een belangrijke wijziging, worden herzien. De Nederlandsche Bank houdt hierop toezicht.
Deze nota bevat verder:
1. Een financieel crisisplan[2] waarin het pensioenfonds beschrijft welke maatregelen ingezet kunnen worden in de situatie dat niet aan de vereisten gesteld bij of krachtens artikel 132 zal worden voldaan en welke maatregelen ingezet kunnen worden in de situatie, bedoeld in artikel 140, eerste lid.
2. Het niveau van de dekkingsgraad vanaf welke premiekortingen en terugstortingen als bedoeld in artikel 129 zijn toegestaan.
3. Een organogram en een mandaatregeling.
4. Een beschrijving van de overige sturingsmiddelen.

## Nieuw Financieel ToetsingsKader (nFTK)
Op 1 juli 2015 moeten de pensioenfondsen hun ABTN hebben aangepast aan het nieuwe FTK.